# 삼중살
삼중살(三重殺) 또는 트리플 플레이(영어: triple play, TP)는 세 명이 아웃되는 경우를 말한다. 무사 상황에서 주자가 2~3명 있을 때만 가능하다.

## 삼중살이 가능한 경우
- 1,2루에 주자가 있고 땅볼로 굴러가 2루주자 태그 아웃, 1루주자 포스아웃, 타자도 아웃되는 경우이다.

- 1,2루에 주자가 있고 타자가 뜬공을 쳤을 때 주자들이 안타로 잘못 인식하여 다음 루로 진루하다가 귀루에 실패하여 2루주자 아웃, 1루주자도 아웃되는 경우이다.

- 1,2루에 주자가 있고 2루수가 2루 베이스에서 공을 잡은 뒤 1루에서 2루로 도루하려던 주자가 1루에서 잡히는 경우이다.

- 1,2루에 주자가 있고 3루수쪽으로 강한 땅볼을 3루수가 잡은 뒤 2루주자 포스아웃, 2루에 송구하여 1루주자 포스아웃, 1루에  송구하여 타자까지 아웃되는 경우이다.

- 1,2,3루에 주자가 있고 타자가 투수 앞 땅볼 타구를 친 경우 홈으로 송구(포스아웃) → 3루로 송구(포스아웃) → 1루로 송구 (포스아웃)

- 1,3 루에 주자가 있고  타자가 친 공을 투수가 잡아서 라인드라이브 아웃, 1,3루 주자가 타구방향 확인도 안하고 뛰다가 주루미스로 귀루 못함. 1,3루로 송구 (베이스 터치아웃)[1]

## 사연
- 2018년 10월 22일 3차전 고척스카이돔에서 한화 이글스와 넥센 히어로즈 2회초 경기 중에 한화 이글스가 1,2루가 있는 상태에서 타자 김회성이 친 것이 3루 수비에게 걸려 3루 주자-2루 주자-1루 주자 순으로 하는 트리플 플레이가 터졌다[2].

## 같이 보기
- 무보살 삼중살